# ウーアバッハ (バーデン＝ヴュルテンベルク)
ウーアバッハ (ドイツ語: Urbach, ドイツ語発音: [uː̯ɐbax]) はドイツ連邦共和国バーデン＝ヴュルテンベルク州レムス＝ムル郡に属す町村（以下、本項では便宜上「町」と記述する）である。この町はレムスタール（レムス川の谷）に位置し、シュトゥットガルト地方（1992年まではネッカー川中流域地方）およびシュトゥットガルト大都市圏に属す。

## 地理

### 位置
ウーアバッハは、北の森に覆われた丘陵地であるヴェルツハイムの森と、南のシュールヴァルトとの間の幅広い、西に向かって傾斜したレムスタール（レムス川の谷）に位置している。ショルンドルフの東約 4 km、郡庁所在地ヴァイブリンゲンの東約 20 km にあたる。この幅広い谷は、ミットレラー・レムスタール（レムス川中流域の谷）やショルンドルフファー盆地の一部であり、町域の全体が自然地理区分上シュールヴァルトおよびヴェルツハイムの森に含まれる。広さ約 21 km2 の町域の南部をレムス川が貫いている。北部はヴェルツハイムの森の近郊にまで広がっている。ここからベーレンバッハ川やウーアバッハ川といった小さな川が流れ出している。これらは、この町の町域に入る以前の上流、プリューダーハウゼン町内で合流し、その後ウーアバッハの集落に流れ下る。

### 自治体の構成
ウーアバッハは、かつて独立した町村であったオーバーウーアバッハとウンターウーアバッハの2つの地区で構成されている。この旧町村は、現在では完全に一体化した町に成長している。2つの「オルツケルン」（直訳: 集落の中心）という名称だけが、両地区がかつて独立していたことを表している。バーデン＝ヴュルテンベルク州の市町村法における意味での「地区」（議会や地区長を立てる）は存在しないが、行政技術上（学区や選挙区）、ウーアバッハ＝ノルト（北地区）とウーアバッハ＝ジュート（南地区）と呼び分けている。

### 土地利用
| 土地用途別面積 | 面積 (km2) | 占有率 |
| -------------- | ---------- | ------ |
| 住宅地         | 1.18       | 5.7 %  |
| 産業用地       | 0.58       | 2.8 %  |
| レジャー用地   | 0.18       | 0.9 %  |
| 交通用地       | 1.16       | 5.6 %  |
| 農業用地       | 7.79       | 37.5 % |
| 森林           | 9.17       | 44.2 % |
| 水域           | 0.22       | 1.0 %  |
| その他の用地   | 0.49       | 2.4 %  |
| 合計           | 20.77      |        |

出典: Statistisches Landesamt Baden-Württemberg

### 隣接する市町村
ウーアバッハは、北はヴェルツハイム、北東から南にかけてはプリューダーハウゼン（北東から東は飛び地のヴァルカースバッハ地区、東から南にかけてプリューダーハウゼン本体）に接し、その間のヴァルカースバッハ川沿いの細い部分の先端がアルフドルフに達している。西側全体はショルンドルフと接している。いずれの市町村もレムス＝ムル郡に属している。

## 歴史

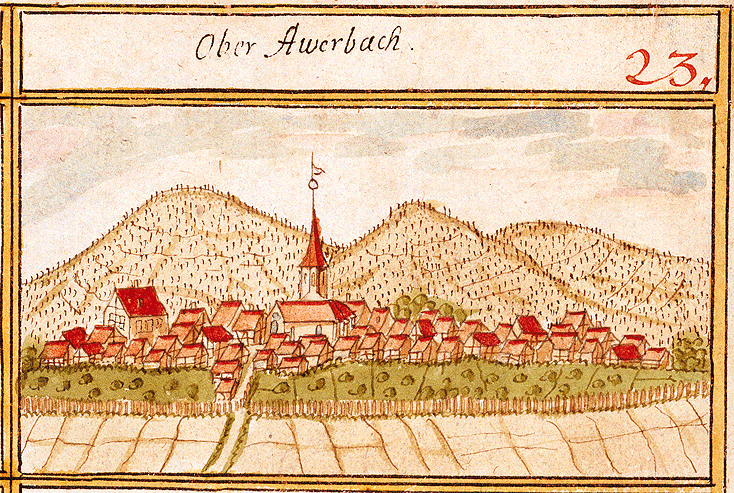
1685年のアンドレアス・キーザーの森林登録簿に描かれたオーバーウーアバッハの景観

### 中世
ウーアバッハは、1181年に Uracbach という表記で初めて文献に記録されている。フリードリヒ1世「バルバロッサ」が1181年の5月25日に作成した文書である。この文書の中で彼は、アーデルベルク修道院が彼の庇護下にあることを記している。名前を挙げられた証人の貴族の中にゲルント・フォン・ウーアバッハもいた。

### 近世以降
オーバーウーアバッハとウンターウーアバッハは、初めはオーバーアムト・ショルンドルフに、1938年からはヴァイブリンゲン郡に属した。1970年に両村が合併した後、1973年にレムス＝ムル郡の所属となった。

### 町村合併
1819年以降、農業を主体としたオーバーウーアバッハと、早くから工業化されたウンターウーアバッハとに分かれていたが、市町村再編に伴って1970年1月1日に再び統合された。

## 住民

### 人口推移
| 年   | 人口（人） | 女性           | 男性           |
| ---- | ---------- | -------------- | -------------- |
| 2011 | 8,711      | 4,383 (50.3 %) | 4,328 (49.7 %) |
| 2010 | 8,631      | 4,378 (50.7 %) | 4,253 (49.3 %) |
| 2009 | 8,592      | 4,345 (50.6 %) | 4,247 (49.4 %) |
| 2008 | 8,530      | 4,320 (50.6 %) | 4,210 (49.4 %) |
| 2007 | 8,527      | 4,324 (50.7 %) | 4,203 (49.3 %) |
| 2006 | 8,559      | 4,340 (50.7 %) | 4,219 (49.3 %) |
| 2005 | 8,541      | 4,338 (50.8 %) | 4,203 (49.2 %) |
| 2004 | 8,469      | 4,282 (50.6 %) | 4,187 (49.4 %) |
| 2003 | 8,456      | 4,276 (50.6 %) | 4,180 (49.4 %) |
| 2002 | 8,339      | 4,228 (50.7 %) | 4,111 (49.3 %) |
| 2001 | 8,208      | 4,173 (50.8 %) | 4,035 (49.2 %) |

- 2011年12月31日現在、出典: Mitteilungsblatt der Gemeinde Urbach（2012年3月1日付け）

## 行政

### 議会
ウーアバッハの町議会は、選挙で選出された18人の名誉職の議員と、議長を務める町長で構成されている。町長は町議会で投票権を有している。

### 首長
2018年4月22日の町長選挙以降、マルティナ・フェールレンが町長を務めている。

### 紋章
1979年1月16日以降、ウーアバッハの町は以下の統一された紋章を用いている。
図柄: 頂部は金色でその中に黒いシカの角が描かれている。主部は赤地に銀色の猟犬の頭部。
シカの角はヴュルテンベルクへの帰属を示しており、猟犬の頭部はウーアバッハ家の紋章動物である。1970年1月1日のオーバーウーアバッハとウンターウーアバッハの合併以後、それ以前の紋章に対する使用権は失われた。

### 姉妹自治体
- セントレーリンツ（ハンガリー語版、英語版）（ハンガリー、バラニャ県）

## 文化と見所

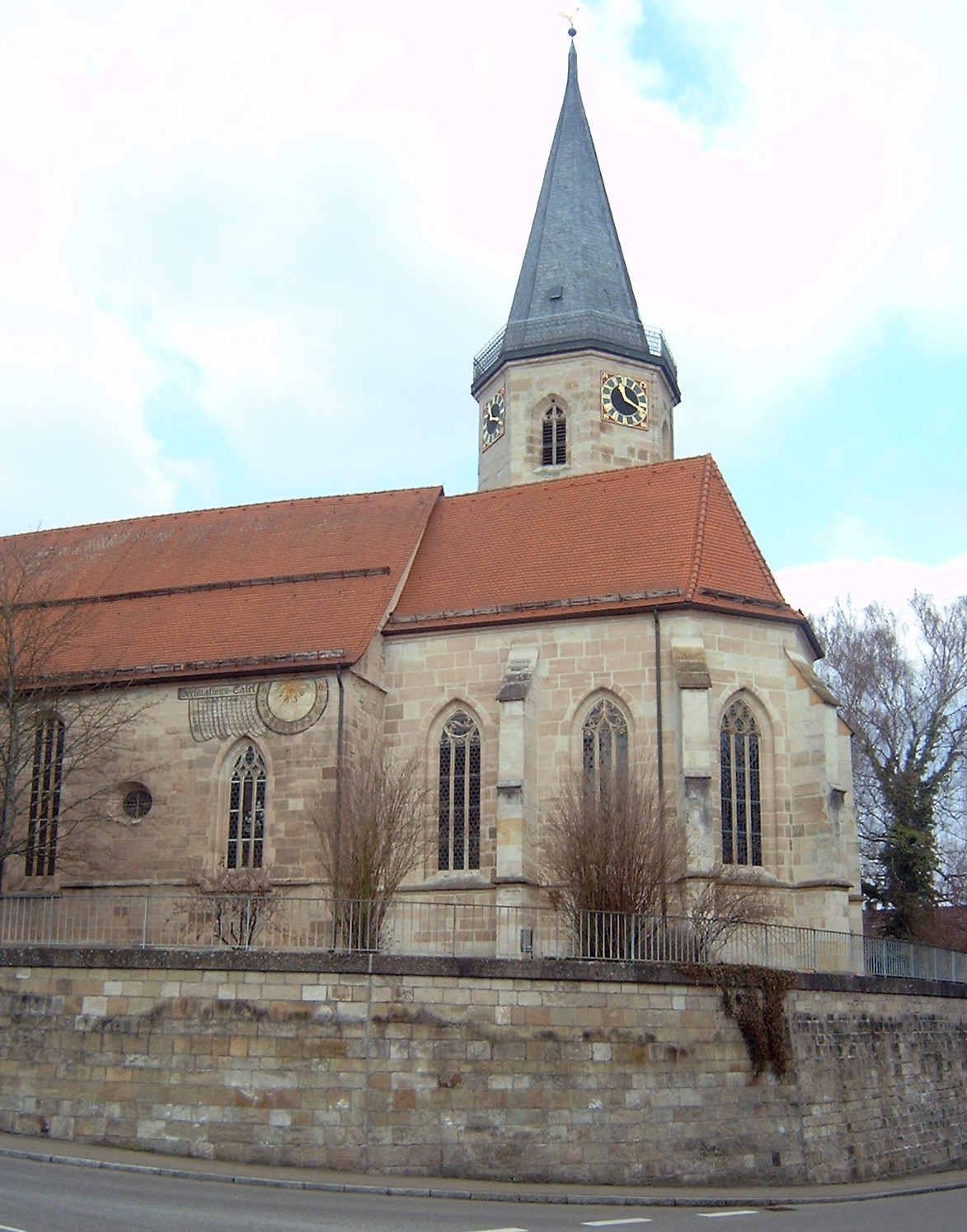
アフラ教会

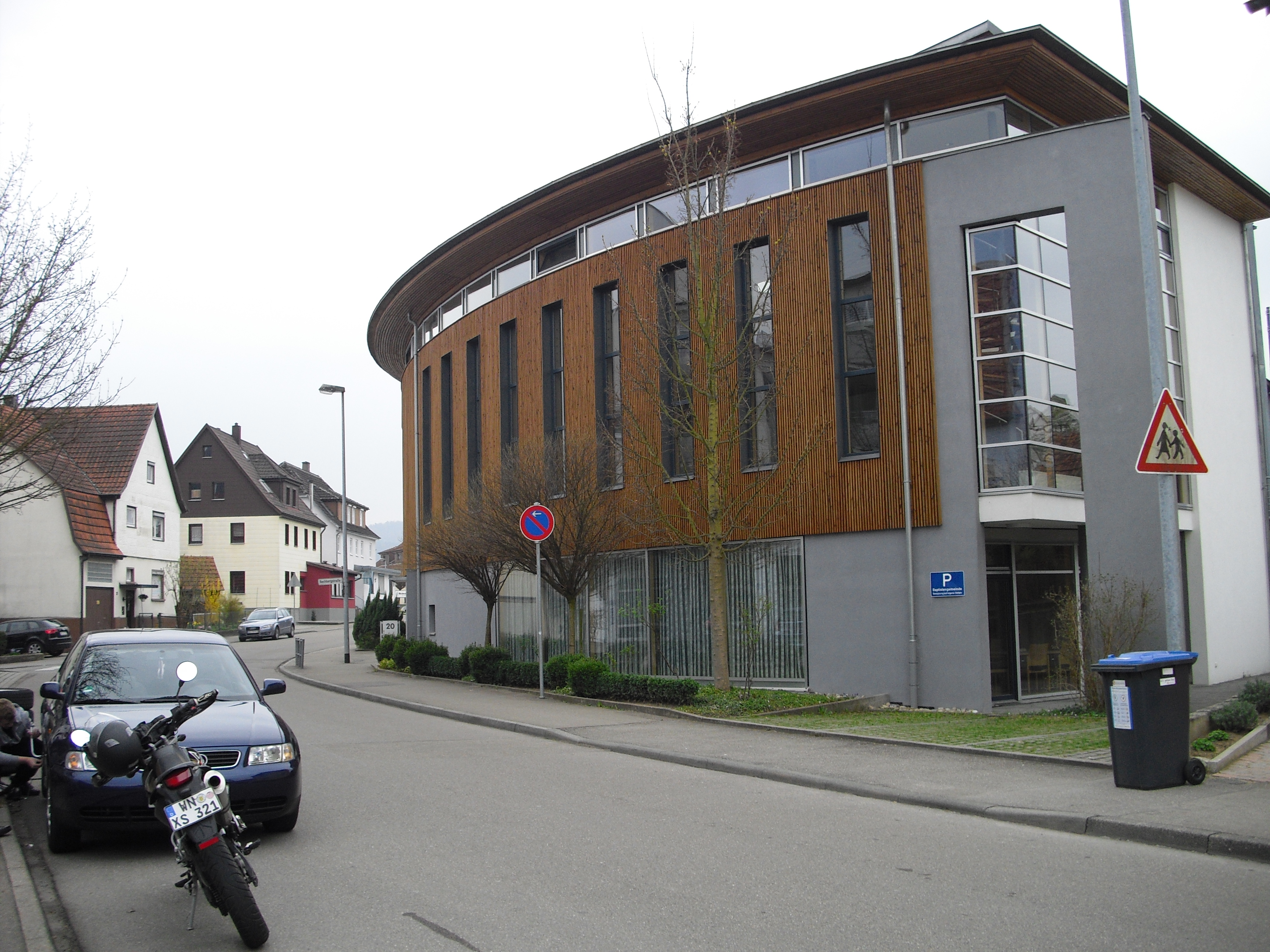
バプテスト教会

ウーアバッハは、シュヴェービッシェ・アルプ協会の主要遊歩道であるシュトロムベルク＝シュヴェービッシャー＝ヴァルト＝ヴェーク沿いに位置している。

### 建築
福音主義のアフラ教会は1509年建造のゴシック様式の防衛教会である。この教会は内陣や2階席に17世紀（一部16世紀）のルネサンス時代の壁絵を有している。説教壇や天蓋は1721年に建設された。
ウーアバッハのバプテスト教会の新しい教会堂は2003年に自由教会建築賞を受賞した。

### 博物館
- ウーアバッハ＝ノルトのヴィドゥムホーフの博物館
- ウーアバッハ＝ジュートのファレンシュタル博物館

### 保護区

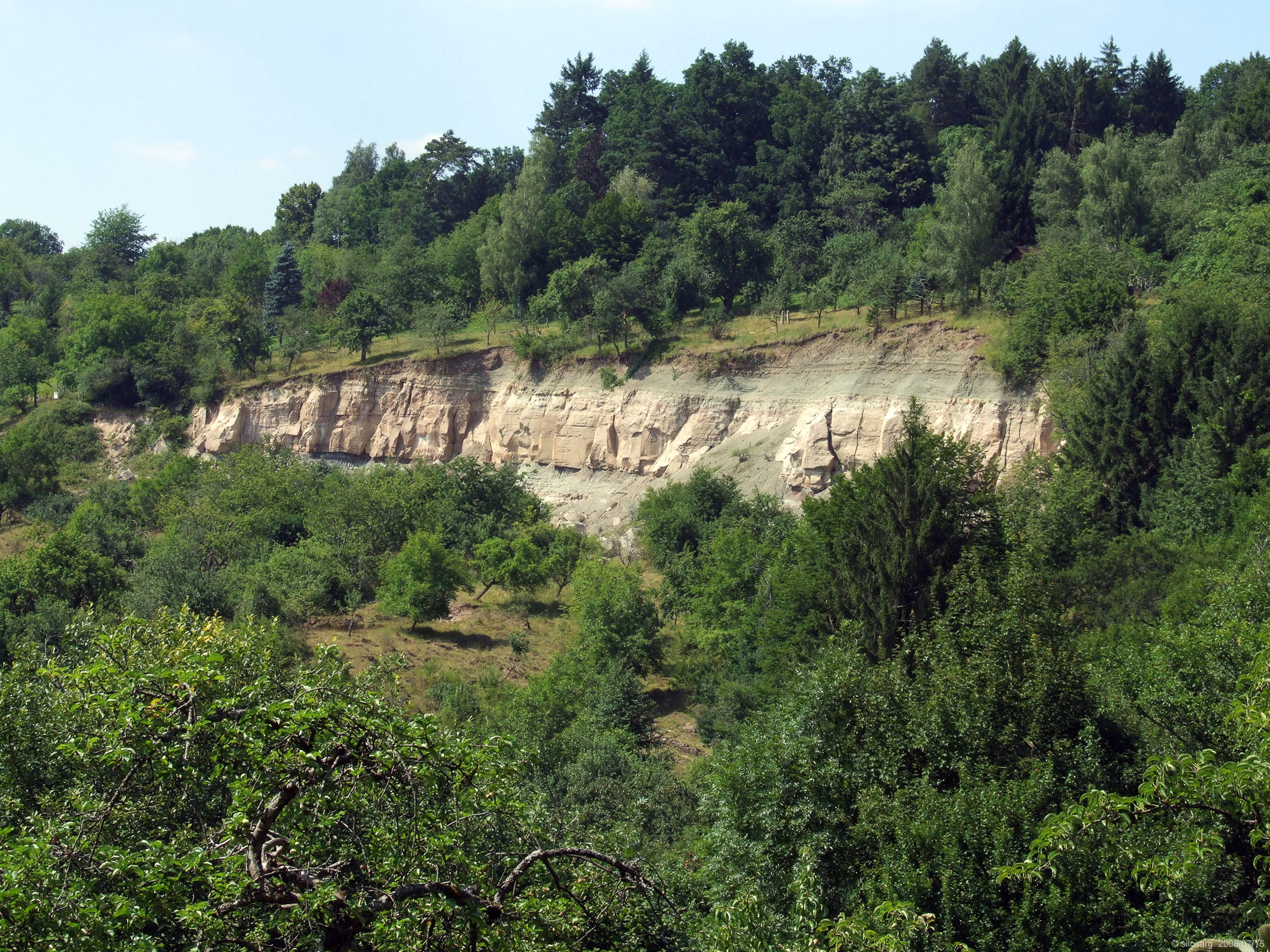
キルヒシュタイクの崖崩れ跡

ウーアバッハ町内には以下に示す自然保護区がある。
- フォルデーレ・ホーバッハヴィーゼン
- モルゲンザントとゼーラヒェン
- ウーアバッハ近郊キルヒシュタイクの山崩れ: 2001年4月7日、ウーアバッハの高台キルヒシュタイクの果樹園が長さ240 m にわたって、約7万m3 の土砂が崩れ落ちた。崩れ落ちた断崖の高さは最大 17 m に及んだ。この地形は、ジオトープ（ドイツ語版、英語版）および自然保護区に指定された。

1921年と1926年に当時のユーデンブルクの麓にあったアルテンベルク開放耕区での大規模な山崩れによって、礫を含んだ砂岩の層が露出した。この地形はベルクシュトゥルツ・アム・アルテン・ベルク自然文化財および保護ジオトープに指定された。

## 経済と社会資本

### 経済
ウーアバッハには多くの中小企業が存在する。照明技術分野で活動し、ウーアバッハに本社を置くフォスロー＝シュヴァーベ社や、オスカー・フレヒ GmbH + Co.およびドレッセルハウスの各支社が比較的大きな企業である。ここには長年ウアバッハーという商標のミネラルウォーターの瓶詰め工場があった。この生産は親会社のコカ・コーラ社によって停止された。

### 交通
ウーアバッハは、シュトゥットガルトやアーレンへ向かうレギオナルエクスプレスの停車駅である。道路については、ウーアバッハにはヴァイブリンゲン（ここでシュトゥットガルト行きの B14号線に接続する）とネルトリンゲンとを結ぶ、4車線に拡幅された連邦道 B29号線のインターチェンジがある。
この他に、ショルンドルフとプリューダーハウゼンとを結ぶバス路線 243番および248番、ショルンドルフとウーアバッハ駅とを結ぶバス路線 249番が町内を通っている。これらはシュトゥットガルト交通・運賃連盟の路線・運賃コンセプトに組み込まれている。

### 公共機関
- 屋外プール
- 青年の家
- メディアテーク/図書館
- スポーツ施設
  - アトリウムハレ: 多目的室や体操室と一体の体育館
  - 汚水処理場近くのヴァルトシュポルトプラッツ（森のスポーツ広場）
  - ヴィットゥムハレ: 3つの部分に分かれた観客席を持つ体育館
  - ヴィットゥムシュターディオン: 400 m 走路や陸上競技施設、全天候型小競技場を持つスタジアム
- クラブ・教会施設
  - ウーアバッハ射撃ギルドの射撃ハウス
  - TC ウーアバッハのホール付きテニス施設

### 教育
ウーアバッハには総合学校ヴィットゥムシューレがある。この学校は2013年にレアルヴェルクシューレを伴う基礎課程・本課程学校、から設立された。この他に、純粋な基礎課程学校のアトリウムシューレがある。幼児向けには、町立 5園、福音主義教会運営 1園、ローマ＝カトリック教会運営 1園の幼稚園がある。2009年9月1日からベーレンバッハタールに森の幼稚園が開園した。

### 年中行事
- シュニッツフェッツェーデ（街道祭）は、3年ごとに通常7月初めに、ウーアバッハの新しい中心街で開催される。2018年7月7日から8日に第12回が開催された。
「シュニッツフェッツェーデ」という言葉は「シュニッツフェッツァー」すなわち「果実を切り取る奴」というウーアバッハ住民に対するニックネームであった。これは何世紀も前のヴュルテンベルク宮廷にドライフルーツ（シュヴァーベン語でシュニッツエン）を献上したという伝説に由来する。
- ウーアバッハのクリスマスマーケット - 毎年第2アドヴェントの日曜日
- 野外コンサート「ツァバドゥシュダー・オープン・エア」は2002年から2009年まで毎年、夏休みの初めに汚水処理場の近くで開催されていた。中心となるのはデスメタルやスラッシュメタルであった。
- 毎年開催されるマッド＝レース・ウーアバッハの参加者は、30 m の泥沼のコースを横断する。レースは、ランニングの他、オフロードカーやバイクの部門がある。

## 訳注
1. ↑  ヴェルクレアルシューレ (ドイツ語: Werkrealschule) は、ドイツ内でもバーデン＝ヴュルテンベルク州特有の学校形態で、本課程学校の第9または第10学年修了の生徒から選抜で第10学年以降の中等教育クラスに進学できる制度およびその課程